# لاروسیتا (تگزاس)
لاروسیتا (به انگلیسی: La Rosita) یک منطقهٔ مسکونی در ایالات متحده آمریکا است که در شهرستان استار، تگزاس واقع شده‌است. لاروسیتا ۰٫۳ کیلومتر مربع مساحت و ۸۵ نفر جمعیت دارد و ۶۱ متر بالاتر از سطح دریا واقع شده‌است.